# 船帆座V382
船帆座V382（V382 Velorum）是一颗位于船帆座的新星，1999年爆发。爆发时最亮视星等为2.6。由巴西的一位天文爱好者首先报告发现。

## 天球坐标
- 赤经：10h 44m 49s.5
- 赤纬：-52° 25' 35"